# Mymaromma anomalum
Mymaromma anomalum is een vliesvleugelig insect uit de familie Mymarommatidae. De wetenschappelijke naam is voor het eerst geldig gepubliceerd in 1922 door Blood & Kryger.